# Veri Finlandesi
I Veri Finlandesi (in finlandese: Perussuomalaiset - PS; in svedese: Sannfinländarna) sono un partito politico finlandese di orientamento nazional-conservatore ed euroscettico fondato nel 1995 a seguito della dissoluzione del Partito Rurale Finlandese.
In inglese il partito è ufficialmente designato con la denominazione di The Finns (I Finlandesi).

## Storia
Il partito fu fondato nel 1995 in seguito alla dissoluzione del Partito Rurale Finlandese.
Il partito debuttò alle politiche del 1999 ottenendo lo 0,99% e un seggio e l'anno successivo la candidata Ilkka Hakalehto raccolse l'1% alle presidenziali del 2000.
Alle elezioni politiche del 2003 ha ottenuto tre seggi con l'1,6%, risultato per lo più ascritto all'abilità oratoria del leader del partito Timo Soini. Lo stesso Timo Soini è stato il candidato del partito alle presidenziali del 2006, risultando quinto di otto candidati nel primo turno, con il 3,4%.
Nelle elezioni politiche del 2007 il partito raddoppiò i voti, ottenendo 4,1% e cinque seggi. Alle europee del 2009 si assiste ad un vero e proprio balzo in avanti, PS raggiunse infatti il 9,79% ed elesse un eurodeputato, che aderì al gruppo dell'EFD.
Alle elezioni politiche del 2011 i Veri Finlandesi fecero un nuovo balzo in avanti, diventando il terzo partito nazionale, con il 19% dei voti e 39 seggi.
Alle presidenziali del 2012 Timo Soini si piazzò quarto su otto candidati con il 9,4%. Il partito subì però una frenata in occasione delle europee del 2014, perdendo consensi rispetto alle politiche del 2011. Ottenne comunque il 12,9% e due seggi, migliorando così il risultato delle precedenti europee. Il partito si iscrisse al Gruppo dei Conservatori e dei Riformisti Europei.
Alle elezioni politiche del 2015 il PS ottenne il 17,7% e 38 seggi, diventando il secondo partito nazionale. Il partito dei Veri Finlandesi è entrato nel governo di Juha Sipilä (Partito di Centro) nel 2015 e ha occupato ministeri regali, tra cui quello degli Affari esteri. All'epoca, il partito sosteneva una visione neoliberale dell'economia, invocando a gran voce l'austerità e accusando l'eurozona di sostenere i Paesi dissoluti. La nuova coalizione è chiaramente a favore dell'austerità e il suo programma prevede tagli del 10% alla spesa pubblica. Il politologo Jean-Yves Camus osserva che il partito è stato costretto a evolvere il proprio discorso per adattarsi al suo nuovo status di partito di governo: "deve essere euroscettico senza che il Paese esca dall'Eurozona e dall'UE; difendere, sulla protezione sociale e sul ruolo dello Stato, posizioni vicine a quelle della sinistra pur essendo saldamente a destra sulle questioni sociali"; incarnando il "finlandese di base" e facendo parte delle élite che egli denuncia, rimanendo rispettabile pur volendo limitare i diritti, non solo degli stranieri, ma anche della minoranza svedese e della minoranza sammi nel nord del Paese.
Il rappresentante della linea dura del partito, Jussi Halla-aho, ne è diventato presidente nel giugno 2017. Difendendo una linea di "etno-differenzialismo" radicale e, a differenza dei precedenti leader del partito, non tanto improntata ai valori religiosi conservatori, ai quali attribuisce minore importanza rispetto all'origine etnoculturale, ha annunciato di voler avvicinare il suo partito all'estrema destra europea a scapito della tradizionale destra conservatrice, alla quale il partito era stato precedentemente associato. Nel 2017 c’è una scissione, il partito uscente nuova Alternativa, poi Riforma Blu, continua ad appoggiare la coalizione di governo, mentre il PS va all’opposizione.

## Ideologia e posizioni
I Veri Finlandesi sono un partito di destra e di estrema destra. Sono un partito nazionalista e nazional-conservatore si oppone all'immigrazione, euroscettico sul piano della politica estera. I politologi Esa Vares e Erkka Railo, così come Florian Hartleb, hanno affermato che sarebbe sbagliato catalogare i Veri Finlandesi come un "partito di estrema destra", in quanto non razzista o estremista, quanto piuttosto un partito conservatore di destra.
Il politologo Ville Pernaa ha affermato sulla base del programma elettorale per le elezioni del 2015 che il partito combina elementi ideologici sia di destra (conservatorismo sociale e nazionalismo etnico) che di sinistra (politiche economiche, sostegno allo stato sociale), sospinti da una retorica populista. I Veri Finlandesi sarebbero riusciti ad attirare voti dell'elettorato tradizionalmente di sinistra puntando su una critica al neoliberismo più efficace rispetto ai partiti di sinistra.
Fino al 2019 il partito occupava i seggi centrali del Parlamento; furono poi spostati sull'estrema destra dell'aula, provocando lo scontento dei deputati. Alcuni sostenitori del partito si sono definiti "centristi".
Il partito ha proposto maggiore progressività per le imposte al fine di evitare l'introduzione della Flat Tax. Ha chiesto l'aumento delle imposte sui profitti da capitale e la re-istituzione della tassa sui patrimoni. Secondo il programma del partito, la volontà di pagare le imposte è garantita al meglio da una società unificata da politiche sociali corrette - il suo programma elettorale mette in guardia contro politiche individualiste, che indeboliscono la solidarietà tra i cittadini.
Il partito dei finlandesi sostiene fortemente l'industria della torba, che produce enormi quantità di gas serra, e ha persino proposto di esentare questa produzione da qualsiasi imposta. In genere il partito ottiene i migliori risultati nei comuni la cui economia è legata all'industria. Il partito ha denunciato con forza l'Accordo sul clima di Parigi, firmato nel dicembre 2015, affermando che è "catastrofico" per l'economia, e ha chiesto che il settore privato e i contribuenti siano risparmiati dalle sue "disastrose conseguenze economiche".

## Risultati elettorali
| Elezione          | Voti    | %     | Seggi    | Posizione   |
| ----------------- | ------- | ----- | -------- | ----------- |
| Europee 1996      | 15 004  | 0,7   | 0 / 16   | -           |
| Parlamentari 1999 | 26 440  | 0,9   | 1 / 200  | Opposizione |
| Europee 1999      | 9 854   | 0,8   | 0 / 16   | -           |
| Parlamentari 2003 | 43 816  | 1,6   | 3 / 200  | Opposizione |
| Europee 2004      | 8 900   | 0,9   | 0 / 14   | -           |
| Parlamentari 2007 | 112 256 | 4,1   | 5 / 200  | Opposizione |
| Europee 2009      | 162 930 | 9,7   | 1 / 13   | -           |
| Parlamentari 2011 | 559 342 | 19,0  | 39 / 200 | Opposizione |
| Europee 2014      | 222 457 | 12,9  | 2 / 13   | -           |
| Parlamentari 2015 | 524 054 | 17,7  | 38 / 200 | Maggioranza |
| Parlamentari 2019 | 538 805 | 17,5  | 39 / 200 | Opposizione |
| Europee 2019      | 253 176 | 13,8  | 2 / 13   | -           |
| Parlamentari 2023 | 620 102 | 20,05 | 46 / 200 | Maggioranza |
| Europee 2024      | 139 160 | 7,60  | 1 / 15   | -           |

| Elezione           | Candidato        | Voti    | %     |
| ------------------ | ---------------- | ------- | ----- |
| Presidenziali 2000 | Ilkka Hakalehto  | 31 405  | 1,0   |
| Presidenziali 2006 | Timo Soini       | 103 492 | 3,4   |
| Presidenziali 2012 | Timo Soini       | 287 571 | 9,4   |
| Presidenziali 2018 | Laura Huhtasaari | 207 337 | 6,93  |
| Presidenziali 2024 | Jussi Halla-aho  | 615 802 | 18,99 |